# Hanchikuppe, Magadi
Hanchikuppe là một làng thuộc tehsil Magadi, huyện Ramanagara, bang Karnataka, Ấn Độ.